# Sean Connery
Sir Thomas Sean Connery (Edinburgh, 25. kolovoza 1930. – Nassau, 31. listopada 2020.) bio je škotski glumac. Proslavio se ulogom Jamesa Bonda u istoimenom filmskom serijalu.

## Životopis
Thomas Sean Connery rođen je 25. kolovoza 1930. godine u siromašnoj četvrti Fountainbridge u gradu Edinburghu. Njegov otac, Joseph Connery, je bio tvornički radnik i vozač kamiona, dok je majka, Euphemia "Effie" McBain McLean, bila sluškinja. Njegov otac je bio rimokatolik podrijetlom iz Irske dok je njegova majka bila protestantkinja. U tom braku osim Seana rođen je i Neil 1938. godine. U dobi od 15 godina Sean je izbačen iz škole kada je počeo raditi kao raznositelj mlijeka, nakon čega se u svojoj 16. godini pridružio britanskoj ratnoj mornarici. Iako je u školi bio loš učenik u ratnoj mornarici je bio dobar časnik, ali je s 19 godina otpušten iz mornarice iz zdravstvenih razloga - zbog čira na dvanaesniku, bolesti koja je pogađala većinu muškaraca u prethodnim generacijama njegove obitelji. Nakon što je napustio vojsku posvetio se body buildingu, koji mu je omogućavao da povremeno dobije posao modela koji reklamira kupaće gaćice. Pored toga Connery je bio fizički radnik, zidar, laštitelj mrtvačkih kovčega, spasilac na plaži i umjetnički model na Akademiji likovnih umjetnosti u Edinburghu.

## Filmska karijera
Godine 1950. pojavio se na natjecanju Mr. Universe, predstavljajući Škotsku, i tada je osvojio treće mjesto. Njegov kazališni debi bio je u Londonu 1951. godine. Tri godine kasnije (1954.) glumio je na britanskoj televiziji (BBC) gdje je postigao uspjeh u Requiem for a Heavyweight. Nakon toga počeo je glumiti na filmskom platnu igrajući manje uloge. Njegova prva važnija filmska uloga bila je u filmu Another Time, Another Place (1958.), gdje mu je partnerica bila Lana Turner. Također je glumio i u velikom filmskom epu iz 1958. godine  A Night To Remember. Nevjerojatno zgodni Connery okušao se i u maštovitom Disneyjevom filmu Darby O'Gill and the Little People (1959.), a pojavio se i u filmovima Tarzan's Greatest Adventure (1959.), The Longest Day (1962.). Godine 1964. glumio je s Tippi Hedren u Hitchcockovom filmu Marnie .
Međutim Connery je još uvijek bio relativno nepoznat sve dok nije odglumio ulogu tajnog agenta Jamesa Bonda, u seriji filmova zasnovanih na pustolovnim novelama Iana Fleminga. Ulogu Jamesa Bonda dobio je glasovanjem čitatelja dnevnog lista Daily Express, a ne kako kaže legenda da su ga producenti Broccoli i Saltzman slučajno spazili kroz prozor dok je koračao gipko poput pantere i odmah zarobili. Konkurenti za tu ulogu bili su mu Cary Grant, Rex Harrison, Trevor Howard, Patrick McGoohan i Roger Moore. Zanimljivo je spomenuti da se Ian Fleming borio "rukama i nogama" da Connery ne dobije glavnu ulogu. Prvi film iz serijala o britanskom tajnom agentu bio je Dr. No (1962.), uslijedili su: Iz Rusije s ljubavlju (1963.), Goldfinger (1964.), Operacija Grom (1965.), Samo dvaput se živi (1967.) i Dijamanti su vječni (1971.). Nakon što se zasitio uloge Jamesa Bonda, Connery se okušao u seriji akcijskih filmova kao što su The Wind and the Lion (1974.), The Man Who Would Be King (1975.), i The Great Train Robbery (1981.). Zahvaljujući iskustvu stečenom igrajući Bonda bio je uspješan i u filmovima s temom političkih intriga: The Next Man (1976.), Cuba (1979.), Lov na Crveni Oktobar (1990.) i Ruska kuća (1990.). U filmu The Offence (1973.) glumio je problematičnog policijskog detektiva.
Godine 1981. vratio se ulozi Jamesa Bonda u filmu Nikad ne reci nikad. To je bio zadnji film iz serijala o Jamesu Bondu u kojem je Connery bio glavni glumac. Za film Nedodirljivi (1987.) osvojio je Oscara i Zlatni globus za ulogu irskog policajca Malonea. Za ulogu Jonesova oca u filmu Indiana Jones i posljednji križarski rat (1989.) nominiran je za Oscara i Zlatni globus. Connery se okušao i kao producent i glumac u filmu Medicine Man (1992.) te kao glumac i izvršni producent u fimovima Rising Sun (1993.), Just Cause (1995.) i Hrid (1996.). Zanimljiva je činjenica da su računalni animatori proučavali Conneryeve geste i mimiku lica ne bi li ih prenijeli na računalom kreiran lik i kretnje zmaja u filmu Dragonheart.
Godine 1999. producirao je film Klopka (1999.), u kojem je s Catherine Zeta-Jones, glumicom četrdeset godina mlađom od Connerya (premda se u svibnju 2000. godine u hrvatskom tisku pojavila vijest kako je ona zapravo 20 godina starija nego što tvrdi), odglumio ljubavnu romancu. Kao šezdesetgodišnjaka magazin People proglasio ga je 1995. godine najseksipilnijim živućim muškarcem, na što je odmah uzvratio riječima: Hvala Bogu, sve je dobro dok nisam najprivlačniji mrtav muškarac. Naredne godine (1996.) časopis Empire proglasio ga je sedmom najprivlačnijom filmskom zvijezdom svih vremena. Ispred njega su bila samo dvojica pripadnika muškog spola: Johnny Depp i Robert Redford.

## Privatni život
Connery je 12 godina bio oženjen s glumicom Diane Cilento (u razdoblju između 1962. i 1973. godine). Iz tog braka rodio se sin Jason 1963. godine. Poslije je njegova supruga bila francusko-marokanska slikarica Micheline Roquebrune.
Najpoznatiji filmovi koje je snimio: Doktor No (1962.), Iz Rusije s ljubavlju (1962.), Goldfinger (1964.), Dijamanti su vječni (1971.), Čovjek koji je htio postati kralj (1975.), Velika pljačka vlaka (1979.), Highlander (1986.), Ime ruže (1986.), Nedodirljivi (1987.), Lov na Crveni oktobar (1990.).

## Politički angažman
Connery je bio aktivni član škotske nacionalne stranke stranke koja zaziva neovisnost Škotske. Godine 2008. u novinama Scottish Sunday Express je izjavio kako vjeruje da će Škotska postati neovisna za njegovog života.

## Filmografija
| Godina  | Film                                                                         | Uloge                                         |
| ------- | ---------------------------------------------------------------------------- | --------------------------------------------- |
| (1957.) | No Road Back                                                                 | Spike                                         |
| (1957.) | Hell Drivers                                                                 | Johnny Kates                                  |
| (1957.) | Action of the Tiger                                                          | Mike                                          |
| (1957.) | Time Lock                                                                    | Welder br. 1                                  |
| (1958.) | Jednom, negdje, Another Time, Another Place                                  | Mark Trevor                                   |
| (1959.) | Darby O'Gill and the Little People                                           | Michael McBride                               |
| (1959.) | Tarzan's Greatest Adventure                                                  | O'Bannion                                     |
| (1961.) | The Frightened City                                                          | Paddy Damion                                  |
| (1961.) | On the Fiddle                                                                | Pedlar Pascoe                                 |
| (1962.) | The Longest Day                                                              | Pvt. Flanagan                                 |
| (1962.) | Dr. No                                                                       | James Bond                                    |
| (1963.) | Iz Rusije s ljubavlju, From Russia with Love                                 | James Bond                                    |
| (1964.) | Goldfinger                                                                   | James Bond                                    |
| (1964.) | Woman of Straw                                                               | Anthony Richmond                              |
| (1964.) | Marnie                                                                       | Mark Rutland                                  |
| (1965.) | Operacija Grom, Thunderball                                                  | James Bond                                    |
| (1965.) | The Hill                                                                     | Joe Roberts                                   |
| (1966.) | A Fine Madness                                                               | Samson Shillitoe                              |
| (1967.) | Samo dvaput se živi, You Only Live Twice                                     | James Bond                                    |
| (1968.) | Shalako                                                                      | Moses Zebulon "Shalako" Carlin                |
| (1968.) | Pozdravi, Greetings                                                          | Jon Rubin                                     |
| (1969.) | Krasnaya Palatka                                                             | Roald Amundsen                                |
| (1970.) | The Molly Maguires                                                           | Jack Kehoe                                    |
| (1971.) | The Anderson Tapes                                                           | John "Duke" Anderson                          |
| (1971.) | Dijamanti su vječni, Diamonds Are Forever                                    | James Bond                                    |
| (1972.) | The Offence                                                                  | Detektiv Sergeant Johnson                     |
| (1973.) | Zardoz                                                                       | Zed                                           |
| (1974.) | Ubojstvo u Orijent Expressu, Murder on the Orient Express                    | Pukovnik Arbuthnot                            |
| (1974.) | Ransom                                                                       |                                               |
| (1975.) | The Man Who Would Be King                                                    | Daniel Dravot                                 |
| (1975.) | The Wind and the Lion                                                        | Mula Achmed Mohammed el-Raisuli veličanstveni |
| (1976.) | Robin and Marian                                                             | Robin Hood                                    |
| (1976.) | The Next Man                                                                 | Khalil Abdul-Muhsen                           |
| (1977.) | A Bridge Too Far                                                             | Maj. Gen. Roy Urquhart                        |
| (1979.) | The First Great Train Robbery                                                | Edward Pierce                                 |
| (1979.) | Meteor                                                                       | Dr. Paul Bradley                              |
| (1979.) | Cuba                                                                         | Maj. Robert Dapes                             |
| (1981.) | Tajna Jupitera, Outland                                                      | O'Niel                                        |
| (1981.) | Vremenski banditi, Time Bandits                                              | Kralj Agamemnon                               |
| (1982.) | Wrong Is Right                                                               | Patrick Hale                                  |
| (1982.) | Five Days One Summer                                                         | Douglas Meredith                              |
| (1983.) | Nikad ne reci nikad, Never Say Never Again                                   | James Bond                                    |
| (1984.) | Sword of the Valiant                                                         | The Green Knight                              |
| (1986.) | Ime ruže, The Name of the Rose                                               | William of Baskerville                        |
| (1986.) | Gorštak, Highlander                                                          | Juan Sanchez Villa-Lobos Ramirez              |
| (1987.) | Nedodirljivi, The Untouchables                                               | Policajac Malone                              |
| (1988.) | Presidio, The Presidio                                                       | Lt. Col. Alan Caldwell                        |
| (1989.) | Indiana Jones i posljednji križarski rat, Indiana Jones and the Last Crusade | Profesor Henry Jones                          |
| (1989.) | Obiteljski posao, Family Business                                            | Jessie McMullen                               |
| (1990.) | Lov na Crveni Oktobar, The Hunt for Red October                              | Zapovjednik Marko Ramius                      |
| (1990.) | The Russia House                                                             | Bartholomew "Barley" Scott Blair              |
| (1991.) | Gorštak 2, Highlander II: The Quickening                                     | Juan Sánchez Villa-Lobos Ramírez              |
| (1992.) | Medicine Man                                                                 | Dr. Robert Campbell                           |
| (1993.) | Izlazeće sunce, Rising Sun                                                   | Capt. John Connor                             |
| (1994.) | Dobričina u Africi, A Good Man in Africa                                     | Dr. Alex Murray                               |
| (1995.) | Opravdana sumnja, Just Cause                                                 | Paul Armstrong                                |
| (1995.) | Prvi vitez, First Knight                                                     | Kralj Arthur                                  |
| (1995.) | Dragonheart                                                                  | (glas)                                        |
| (1996.) | Hrid, The Rock                                                               | John Patrick Mason                            |
| (1998.) | Osvetnici, The Avengers                                                      | Sir August de Wynter                          |
| (1998.) | Ljubavne igre, Playing by Heart                                              | Paul                                          |
| (1999.) | Klopka, Entrapment                                                           | Robert MacDougal                              |
| (2000.) | U potrazi za Forresterom, Finding Forrester                                  | William Forrester                             |
| (2003.) | Družba pravih džentlmena, The League of Extraordinary Gentlemen              | Allan Quatermain                              |

## Vanjske poveznice
- IMDb profil
- Službena stranica
- Sean Connery Online